# Contribució especial
Les contribucions especials són un tipus de tribut el fet imposable del qual consisteix en l'obtenció per l'obligat tributari d'un benefici o d'un augment de valor dels seus béns a conseqüència de la realització d'obres públiques o de l'establiment o ampliació de serveis públics. El seu establiment és potestatiu i, normalment, s'estableixen per les Hisendes Locals.